# Ascanio Piccolomini
Ascanio Piccolomini (Siena, 1550 - 1597) fou un prelat italià.
Es distingí pel seu talent i virtut. Succeí al seu oncle Alessandro Piccolomini, com a coadjutor de Siena, de la qual seu prengué possessió el 1588, i va pertànyer a l'Acadèmia de la Crusca.
És autor de notables produccions, entre elles de diversos Poemes (1594) i del tractat Consells cívics trets dels sis primers llibres de Tàcit, obra pòstuma (1609).